# Norman Elder
Norman Elder (Toronto, 12 de agosto de 1939-Toronto, 15 de octubre de 2003) fue un jinete canadiense que compitió en la modalidad de concurso completo. Ganó tres medallas en los Juegos Panamericanos, en los años 1959 y 1967.

## Palmarés internacional
| Juegos Panamericanos | Juegos Panamericanos     | Juegos Panamericanos | Juegos Panamericanos |
| Año                  | Lugar                    | Medalla              | Categoría            |
| -------------------- | ------------------------ | -------------------- | -------------------- |
| 1959                 | Chicago (Estados Unidos) | Medalla de oro       | Por equipos          |
| 1959                 | Chicago (Estados Unidos) | Medalla de bronce    | Individual           |
| 1967                 | Winnipeg (Canadá)        | Medalla de plata     | Individual           |